# Lophuromys
Lophuromys é um gênero de roedores da família Muridae, distribuído na África subsaariana. Foi agrupado na subfamília Deomyinae, depois de análises moleculares mostrarem compartilhamento genético com os gêneros Deomys, Uranomys e Acomys.

## Espécies
O gênero Lophuromys contém 29 espécies, agrupadas em dois subgêneros: Lophuromys e Kivumys. Entretanto, o Kivumys, aparentemente, representa um grupo monofilético que pode eventualmente ser elevado à gênero distinto.
- Subgênero Kivumys Dieterlen, 1987
  - Lophuromys luteogaster Hatt, 1934
  - Lophuromys medicaudatus Dieterlen, 1975
  - Lophuromys woosnami Thomas, 1906
- Subgênero Lophuromys Peters, 1874
  - Lophuromys aquilus True, 1892
  - Lophuromys angolensis W. Verheyen, Dierckx e Hulselmans, 2000
  - Lophuromys ansorgei de Winton, 1896
  - Lophuromys brevicaudus Osgood, 1936
  - Lophuromys brunneus Thomas, 1906
  - Lophuromys chercherensis Lavrenchenko, W. Verheyen, E. Verheyen, Hulselmans e Leirs, 2007 
  - Lophuromys chrysopus Osgood, 1936
  - Lophuromys dieterleni W. Verheyen, Hulselmans, Colyn e Hutterer, 1997
  - Lophuromys dudui W. Verheyen, Hulselmans, Dierckx e E. Verheyen, 2002
  - Lophuromys eisentrauti Dieterlen, 1978
  - Lophuromys flavopunctatus Thomas, 1888
  - Lophuromys huttereri W. Verheyen, Colyn e Hulselmans, 1996
  - Lophuromys kilonzoi Verheyen, Hulselmans, Dierckx, Mulungu, Leirs, Corti e E. Verheyen, 2007
  - Lophuromys machangui Verheyen,Hulselmans, Dierckx, Mulungu, Leirs, Corti e E. Verheyen, 2007
  - Lophuromys makundii W. Verheyen, Hulselmans, Dierckx, Mulungu, Leirs, Corti e E. Verheyen , 2007
  - Lophuromys melanonyx Petter, 1972
  - Lophuromys menageshae Lavrenchenko, W. Verheyen, E. Verheyen, Hulselmans e Leirs, 2007  
  - Lophuromys nudicaudus Heller, 1911
  - Lophuromys pseudosikapusi Lavrenchenko, W. Verheyen, E. Verheyen, Hulselmans e Leirs, 2007 
  - Lophuromys rahmi W. Verheyen, 1964
  - Lophuromys roseveari W. Verheyen, Hulselmans, Colyn e Hutterer, 1997
  - Lophuromys sabunii Verheyen, Hulselmans, Dierckx, Mulungu, Leirs, Corti e E. Verheyen, 2007 
  - Lophuromys sikapusi (Temminck, 1853)
  - Lophuromys stanleyi Verheyen, Hulselmans, Dierckx, Mulungu, Leirs, Corti e E. Verheyen, 2007 
  - Lophuromys verhageni W. Verheyen, Hulselmans, Dierckx e E. Verheyen, 2002
  - Lophuromys zena Dollman, 1909